# Lissochlora viridilinea
Lissochlora viridilinea là một loài bướm đêm trong họ Geometridae.